# Raipur Rani
Raipur Rani is een census town in het district Panchkula van de Indiase staat Haryana. 

## Demografie
Volgens de Indiase volkstelling van 2001 wonen er 7027 mensen in Raipur Rani, waarvan 54% mannelijk en 46% vrouwelijk is. De plaats heeft een alfabetiseringsgraad van 69%. 

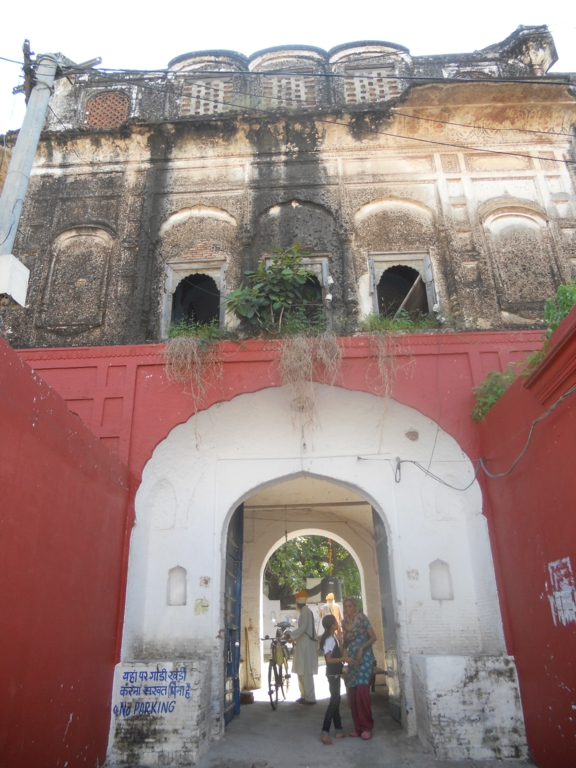
Fort van Raipur Rani